# 弗魯特蘭 (加利福尼亞州)
弗魯特蘭（英語：Fruitland）是位於美國加利福尼亞州洪堡縣的一個非建制地區。該地的面積和人口皆未知。

## 地理
弗魯特蘭的座標為40°17′45″N 123°49′31″W / 40.29583°N 123.82528°W，而該地的平均海拔高度為306米（即1004英尺）。